# Jasmine Estates
Jasmine Estates är en ort (CDP) i Pasco County, i delstaten Florida, USA. Enligt United States Census Bureau har orten en folkmängd på 18 989 invånare (2010) och en landarea på 9,2 km².